# Ciclovías en el Gran Concepción
Ciclovías del Gran Concepción es una red de vías exclusivas para el uso de bicicletas que buscan dar una alternativa para el transporte para el Gran Concepción. Su mayor ramal continuo conecta el Sector de la Vega Monumental con la Universidad de Concepción y el sector de Michaihue en San Pedro de la Paz.

## Historia
En el marco del plan Biovías se realizó la mayor construcción de ciclovías en la intercomuna chilena, como parte de un sistema te transporte que además consideraba corredores de transporte urbano para microbuses y un servicio de tren suburbano. La mayor parte de la obra estuvo lista para fines de 2005, incluyendo ciclovías en las comunas de Hualpén, Concepción, Chiguayante y San Pedro de la Paz; luego con la construcción de más corredores de buses en las comunas de Talcahuano y Coronel se continua actualmente la construcción de más ciclovías con la segunda etapa del eje Colón y del Eje Manuel Montt. Otro importante impulso para la construcción de ciclovías son la construcción de costaneras como la de Caleta Lenga y la de Bellavista en Tomé.

## Ciclovías por comuna

### Concepción
- Lorenzo Arenas, de construcción previa al plan Biovías, por lo que no cuenta con el color rosa característico de él. Se ubica junto a la Av. 21 de Mayo, en la plaza al norte de la calle, desde el sector de la Vega Monumental hasta la Laguna Redonda. Conecta con la Ciclovía de la Calle Padre Alberto Hurtado por medio de una calzada mixta (para peatones y ciclistas) por el camino antiguo a Talcahuano y una ciclovía por las calles Ejército-Angol-Manuel Rodríguez. Sus principales sitios de interés son la Vega Monumental y la Laguna Redonda.
- Ciclovía del Estudiante, con una longitud de 2 km aprox, conecta a la Universidad de Concepción con la estación del biotrén de Concepción pasando por un costado del parque Ecuador (calle Victor Lamas), para luego doblar hacia Av. Arturo Prat, se conecta con la ciclovía Padre Alberto Hurtado por la calle Freire, con la ciclovía Parque Bicentenario por calle Desiderio Sanhueza (rodeando así la línea férrea por un paso habilitado) y con el parque Costanera por medio de la Av. Los Carrera.
- Padre Alberto Hurtado, ciclovía que corre paralela a dicha calle por el sur de esta, desde el sector de Pedro de Valdivia a la calle Manuel Rodriguez.
- Ciclovía Parque Bicentenario, el trazado rodea el parque.
- Ciclovía Parque Costanera, inicia en el puente Llacolén, y se prolonga en dirección al puente Juan Pablo II, conecta además con la ciclovía del estudiante por el lado poniente de Av. Los Carrera.
- Av. Andalién de 1.5km aprox. se encuentra en dicha avenida.[2]
- Barros Arana, desde calle Lautaro hasta la Plaza San Juan Bosco.
- Ciclovia Avenida O'Higgins

Desde Padre Alberto Hurtado hasta Tucapel pasando por la Plaza Independencia. Inaugurada a principios del 2017
- Roosevelt

Desde Edmundo Larenas con Víctor Lamas, rodea la Pinacoteca Udec, dirigiéndose por Av. Chacabuco y Av. Roosevelt hasta finalizar en Plaza Acevedo

### Coronel

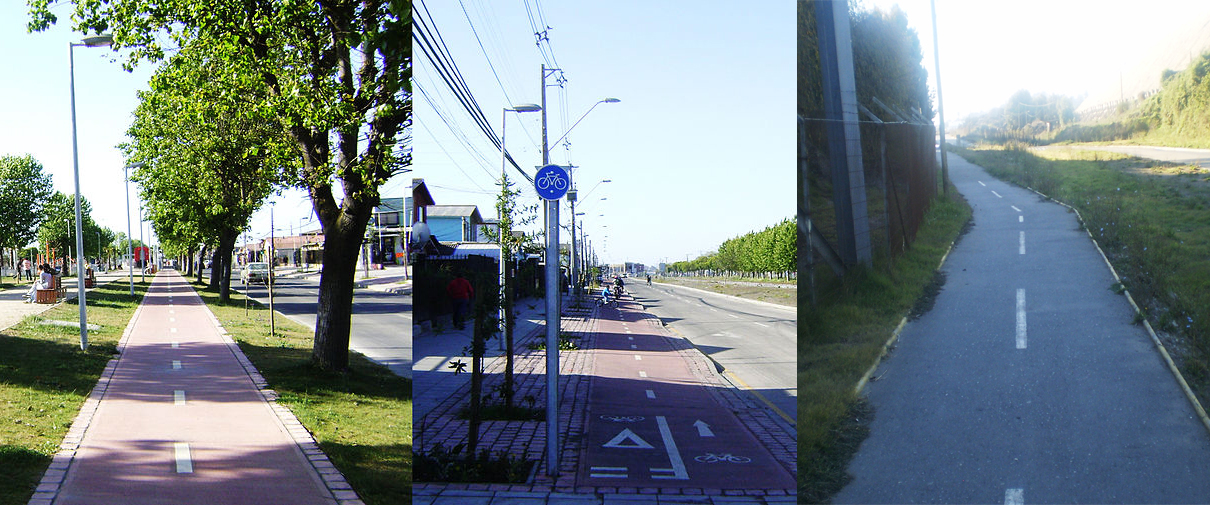
Ciclovias

- Costanera Schwager, entre calle Arenas Blancas y Calle Miguel de Cervantes.
- Juan Antonio Ríos, desde calle Colcura hasta Calle Cerro San Francisco, prolongándose hacia el norte por el camino a Concepción hasta el enlace al By-Pass.
- Parque Alfredo Salgado, paralela a calle los Robles entre calle Colcura y Cerro San Francisco.[3]

### Chiguayante
- Av. Manuel Rodríguez, por el sur de la avenida, desde la estación Chiguayante, hasta el límite sur urbano de la ciudad.

### Hualpén

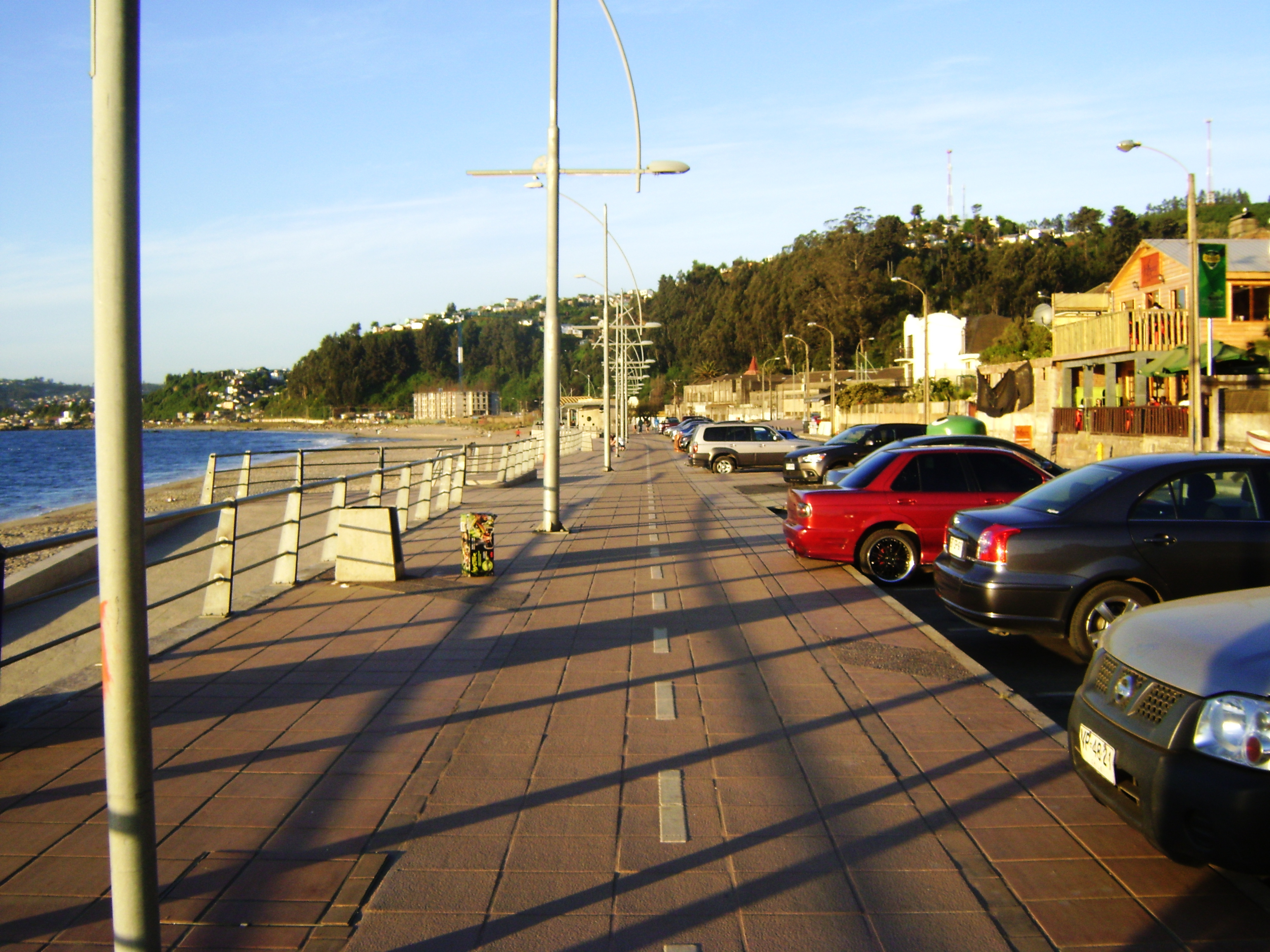
Ciclovia en Costanera Bellavista, Tomé

- Hualpén, comienza en la Av. Grecia esquina Av. Gran Bretaña, avanzando por la primera avenida mencionada (cruzando el Parque Grecia, y la pileta de agua ubicada en dicho parque). Dobla y sigue por la Av. La Reconquista hasta calle Bremen, donde finalmente llega nuevamente a Av. Gran Bretaña.
- Caleta Lenga, circuito costero de aproximadamente 1 kilómetro de extensión.
- Av. Costanera, entre rotonda Peñuelas y la Vega Monumental, pasando por el centro comercial Portal Biobío (Easy y Jumbo).

### San Pedro de la Paz
- Av. Pedro Aguirre Cerda, se encuentra junto a la calzada sur de la avenida, desde el Puente Llacolén hasta el Sector de Michaihue.
- Ciclovía Interlagunas, partiendo en el anfiteatro de San Pedro de la Paz, bordea la Laguna Grande para luego tomar calle Los Aromos-Michimalonco-Costanera Laguna Chica y Luis Acevedo conectando finalmente con el Puente Llacolén.
- San Pedro del Valle, por Av. San Pedro del Valle.
- Avenida Daniel Belmar Boca Sur

### Talcahuano
- Eje Colón, por el norte del Eje Colón desde la plaza del Ancla hasta el sector de Lorenzo Arenas, actualmente en construcción.

### Tomé
- Costanera Bellavista